# Zdenko Zorko
Zdenko Zorko (* 18. August 1950 in Zagreb, SFR Jugoslawien) ist ein ehemaliger jugoslawisch-kroatischer Handballspieler und Handballtrainer.

## Spielerlaufbahn
Zdenko Zorko spielte zunächst Fußball bei NK Dinamo Zagreb. Das Handballspielen lernte er beim RK Zagreb. Der 1,87 m große Torwart spielte für RK Zagreb, RK Medveščak Zagreb,  RK Celje und erneut den RK Zagreb, mit dem er 1979 und 1982 Meister der zweiten jugoslawischen Liga wurde.
Erfolgreicher war Zorko in der jugoslawischen Nationalmannschaft. Mit der Auswahl gewann er die Goldmedaille bei den Olympischen Spielen 1972 in München und bei den Mittelmeerspielen 1975 sowie die Bronzemedaille bei der Weltmeisterschaft 1974. Bei den Olympischen Spielen 1976 in Montreal belegte er mit Jugoslawien den fünften Platz. Er bestritt 82 Länderspiele.

## Trainerlaufbahn
Nach dem Ende seiner Spielerlaufbahn wurde Zorko Trainer beim RK Zagreb, beim RK Borac Zagreb, beim RK Celje und bei Industrogradnja.
Seit der Gründung der kroatischen Männer-Handballnationalmannschaft bis zum Jahr 2008 sowie von 2011 bis 2013 war er Torwarttrainer der Auswahl. In dieser Zeit war er an den Erfolgen bei den Olympischen Spielen 1996 (Gold), bei den Olympischen Spielen 2004 (Gold), bei den Olympischen Spielen 2012 (Bronze), bei den Weltmeisterschaften 1995 (Silber), 2003 (Gold) und 2005 (Silber), bei den Europameisterschaften 1994 (Bronze) und 2008 (Bronze) sowie bei den Mittelmeerspielen 1993 (Gold) und 2001 (Gold) beteiligt.
Als Assistent von Zdravko Zovko wurde er im Jahr 2000 kroatischer Meister mit dem RK Zagreb. Anschließend war er Torwarttrainer beim Schweizer Klub Pfadi Winterthur unter Trainer Goran Perkovac. In der Saison 2003/04 arbeitete er unter Trainer Sead Hasanefendić beim deutschen Bundesligisten VfL Gummersbach. Mit den Frauen des ŽRK Lokomotiva Zagreb wurde er 2014 kroatischer Meister und Pokalsieger.
Im Jahr 2017 erhielt Zorko den Franjo-Bučar-Staatspreis für Sport für sein Lebenswerk.